# Đông Phương Sóc
Đông Phương Sóc (giản thể: 东方朔; phồn thể: 東方朔; bính âm: Dōngfāng Shuò; Wade–Giles: Tung-fang Shuo, k. 154 TCN - 93 TCN), là một học giả nổi tiếng ở tỉnh Sơn Đông, cùng thời với Tư Mã Thiên và dưới thời Hán Vũ Đế Lưu Triệt. Ông là một người kì trí đa mưu, tinh thông văn sử, đã giúp cho Hán Vũ Đế diệt trừ các thế lực đen tối ở hậu cung; đồng thời đánh bại các chư hầu âm mưu chia rẽ đất nước. Bên cạnh đó, Đông Phương Sóc còn đưa ra nhiều kế sách được người đời xem như là Y Quốc Mật Phương. Với tài năng thiên phú, Đông Phương Sóc luôn được Hán Vũ Đế trọng dụng nhưng tuyệt nhiên không được phong chức đề bạt. Bản tính hiên ngang, không sợ chết, ông thường dùng những câu chuyện hài hước để châm biếm, đã kích bọn quan tham ô lại. Cũng chính vì thế mà Đông Phương Sóc luôn trở thành cái gai trong mắt bọn quan tham, và chúng đã âm mưu hãm hại ông bằng cách xàm tấu với vua để liệt ông vào dạng lộng thần.
Tuy ông là bề tôi của đế vương nhưng ông từng dám phát biểu ý kiến phê bình bậc đế vương quyền lực cao quý như Hán Vũ đế nhiều lần.
Có người đề nghị với Hán Vũ đế mở rộng vườn Thượng Lâm của hoàng gia. Hán Vũ Đế ưng thuận đề nghị này còn Đông Phương Sóc phản đối và ra sức phân tích với Hán Vũ đế. Ông gửi lời tâu lên vua rằng đất Quan Trung vốn màu mỡ, có nhiều sản vật phong phú giữ vai trò vốn căn bản giúp dân chúng cày cấy tự nuôi thân, lo cho gia đình. Nay nhà vua lấy đất của dân làm vườn hoàng gia để nuôi thú hoang dã cọp beo chẳng hề đem lại lợi ích gì cho quốc gia lại còn phá hoại nghề nghiệp canh cửi của muôn dân khiến dân mất đất mất nhà, không thể an cư lạc nghiệp. Đây là điều đi ngược lại quốc sách nước giàu dân mạnh.
Thời Hán Vũ đế nảy sinh phong tục khắp thiên hạ truy cầu sự xa xỉ, có phong khí xa hoa phù phiếm vô bổ, mà không chú trọng tới làm việc ích nước lợi dân. Hán Vũ Đế hỏi Đông Phương Sóc rằng muốn thay đổi phong tục, giáo hóa nhân dân, có cách nào tốt không? Đông Phương Sóc lúc trả lời lấy Hán Văn đế làm gương sáng điển hình, ca ngợi vị đế vương tôn sùng tính tiết kiệm nổi tiếng này. Dù thời Văn đế, nhà Hán đã ổn định, đời sống người dân khá giả lên nhiều nhưng Văn Đế vẫn ăn mặc rất giản dị, cung điện đơn sơ so với tiêu chuẩn đế vương khiến dân chúng học theo thành tục, tự nhiên mà được cảm hóa. Qua cách nói khéo ngầm phê bình này, Đông Phương Sóc phê phán Vũ đế phung phí quá nhiều tiền của cho việc ăn mặc xây cung điện cũng như ẩn ý chỉ trích bệ hạ cứ quen thói tiêu xài quá độ không chừng mực như thế thì làm sao làm gương cho người dân đây. Chuyện đó khó lắm.
Có lần Hán Vũ đế hỏi "Tiên sinh thấy trẫm là loại vua bậc nào?"
Đông Phương Sóc đáp "Từ đời thịnh thế của thánh vương Đường Ngu thời cổ đến đời Thành Khang thời Chu đều không đủ để so sánh với hoàn cảnh yên ổn phồn vinh ngày nay. Chính sự hiện nay tốt đẹp hơn thời Tam vương, ưu việt hơn thời Ngũ đế. Không những thế, hiện tại lại có được hiền sĩ thiên hạ, quan viên cao cấp đều là hạng ưu tuyển cũng như dùng Chu công, Thiệu công làm Thừa tướng, Khổng tử làm Ngự sử đại phu, Khương Thái công làm Tướng quân, Cao Dao làm Đại lý, Hậu Tắc làm Tư nông, Tử Hạ làm Thái thường, Bá Di làm Trưởng quan Kinh triệu doãn, Quản Trọng làm Trưởng quan Tả phùng dực, Bách Lý Hề làm Điển thuộc quốc, Liễu Hạ Huệ làm Đại trường Thu, Tôn Thúc Ngao làm Quốc tướng chư hầu, Tử Sản làm Quận thú....".
Hán Vũ đế cười phá lên.
Đối với ý thức bá quyền cùa kẻ quyền quý, Đông Phương Sóc từng dùng lời lẽ giàu phép biện chứng của cuộc sống để trêu chọc. Ông ta nói Can Tương Mạc Tà là kiếm sắc nổi tiếng thiên hạ, có thể dưới nước chém đứt le vịt, trên bộ chém đứt bò ngựa, nhưng nếu đem vá giày thì khòng bằng cái dùi chỉ đáng một đồng. Kỳ ký, Lục nhĩ, Phỉ hồng, Hoa lưu là ngựa hay nổi tiếng thiên hạ, nhưng nêu đem vào cung bắt chuột thì không bằng một con mèo thiến.
Đông Phương Sóc thường hay có lời nói, hành động quái đản. Ông ta từng trước mặt xúc phạm Hán Vũ đế, lại từng sau khi Hán Vũ đế ban yến xong lấy thức ăn còn thừa bỏ vào bọc mang về, thậm chí sau khi uống rượu say còn đi tiểu ngay trong điện.
Một lần Hán Vũ đế ban thưởng cho các quan tùy tùng, quan thượng ty còn chưa đến thì Đông Phương Sóc tự tiện rút kiếm cắt thịt, nói với các bạn đồng sự: "Hôm nay là ngày phục, phải về nhà sớm, xin nhận ơn ban cho", rồi xách thịt nghênh ngang bỏ về. Quan thượng ty báo cáo với Hán Vũ đế nói Đông Phương Sóc không giữ quy củ như thế. Hôm sau Đông Phương Sóc vào chầu Hán Vũ đế hỏi: "Hôm qua ban thịt tại sao không chờ chiếu chỉ mà lại rút kiếm cắt thịt mang đi?". Đông Phương Sóc bỏ mão tạ tội. Hán Vũ đế nói: "Tiên sinh người cũng nên tự kiểm điểm tự phê bình mình đi". Đông Phương Sóc lạy rồi nói: "Đông Phương Sóc ơi Đông Phương Sóc, ngươi nhận ơn không đợi chiếu chỉ, sao mà vô lễ thế! Tuốt kiếm cắt thịt, còn gì dũng hơn! Cắt cũng không nhiều, còn gì liêm hơn! Về đưa cho vợ, còn gì nhân hơn!". Lúc đó Hán Vũ đế cười âm lên, nói: "Sai ngươi tự phê bình, lại hóa ra để ngươi tự tâng bốc!", lại ban cho rượu một thạch thịt một trăm cân để ông mang về cho vợ.
Đông Phương Sóc vì lời lẽ hành vi bất phàm, nên rất nhiều người như gọi ông ta là cuồng nhân. Đông Phương Sóc nói loại người như ta có thể nói là lánh đời giữa triều đình. Người thời cổ thì lánh đời trong núi sâu. Ông ta thường sau khi uống rượu say, ngồi xổm mà hát "Nổi chìm với bọn lưu tục, lánh đời ở cửa Kim Mã, trong cung điện có thể lánh đời giữ thân, cần gì phải vào núi sâu ngồi dưới lều cỏ" .
Cửa Kim Mã tức cửa quan thự vì cạnh cửa có đặt con ngựa bằng đồng, nên gọi là cửa Kim Mã.
Đông Phương Sóc thừa nhận những lời lẽ hài hước đùa giỡn của mình thật ra là một cách thức "lánh đời" xảo diệu. Trong những lời phê bình trí tuệ của ông đối với chính trị đương thời có lúc cũng hàm chứa những ý kiến phản kháng mang tính nguyên tắc. Sự hài hước của Đông Phương Sóc có lúc là biểu hiện về sự bất đồng chính kiến.
Mặc dù Đông Phương Sóc từng nhiều lần xúc phạm, vô lễ trước mặt Hán Vũ đế vì can gián hay có lời lẽ, hành động quái đản nhưng Hán Vũ đế vẫn có thể khoan dung đối đãi với ông. Điều này chứng tỏ, Hán Vũ đế khá yêu thích loại thần từ thú vị như Đông Phương Sóc và triều đình thời Hán Vũ đế vẫn có chỗ cho loại người hài hước như Đông Phương Sóc.
Trong quyển sách Hán văn học sử cương yếu tổng kết văn học thịnh thế đời Hán Vũ đế, đại văn hào Lỗ Tấn từng viết "Kẻ sĩ văn học tả hữu của Hán Vũ đế cũng rất đông đảo", mà Đông Phương Sóc là loại "được thân cận sủng hạnh ít thấy".
Trần Thực từng luận thuật về thành tựu học thuật nghệ thuật của văn hóa và con người vùng Tề Lỗ thời Tây Hán, lấy nhan đề là Cống hiến học thuật con người vùng Tề Lỗ thời Tây Hán. Trong sách có nêu ra chín dẫn chứng, dẫn chứng thứ thứ ba là "văn học của Đông Phương Sóc".
Ông từng làm thừa tướng thời Hán, thọ 62 tuổi.